# Platlandicus
Een platlandicus of plattelandsheelmeester is een niet meer gebruikte aanduiding voor een genees-, heel- en vroedmeester, die tot in het midden van de negentiende eeuw geneeskunde uitoefende op het Nederlandse platteland. Hij had geen universitaire opleiding, maar was of opgeleid op een klinische school of door een andere platlandicus. Hij verrichtte een breed scala aan medische ingrepen.
Naast de plattelands-heelmeester bestonden er in die tijd (vooral in de steden) diverse andere medische beroepen, waaronder de medicinae doctores, chirurgiae doctores, verloskundigen, tandmeesters en oogmeesters. En daarnaast nog een heel scala aan niet erkende kwakzalvers. Het beroep platlandicus verdween bij het in werking treden van de Wet Uitoefening Geneeskunst in 1865. Via een regeling werden oude beroepsbeoefenaren veelal in staat gesteld hun werk voort te zetten. Men was de jure arts, maar de facto mocht men niet het beroep in zijn volledige omvang uitoefenen.
Omdat de bevolking op het platteland moeilijk toegang had tot medicijnen in de stad, hadden de platlandici ook hun eigen apotheek, hoewel ze hiervoor niet een officiële opleiding hadden.
Een van de laatste platlandici in Nederland was W.J.L. Verbeek (1820-1888) in Wijk bij Duurstede.